# Bobb'e J. Thompson
Bobb'e Jaques Thompson (Kansas City, Missouri, 28 de fevereiro de 1996) é um ator norte-americano. Ele é conhecido por interpretar Tracy Jr. em 30 Rock, Stanley em That's So Raven, Ronnie Shields em Role Models, Jimmy Mitchell na série de curta duração da NBC, The Tracy Morgan Show, que durou na temporada de 2003-2004, e ser o anfitrião de sua própria série de televisão, Bobb'e Says, que foi ao ar no bloco da Cartoon Network CN Real, mas foi cancelada devido à baixa audiência. Thompson também fez aparições na série êxito Tyler Perry's House of Payne e em comerciais para o PlayStation Portable (PSP).

## Filmografia
| Filmes | Filmes                            | Filmes                | Filmes                                             |
| Ano    | Filme                             | Papel                 | Notas                                              |
| ------ | --------------------------------- | --------------------- | -------------------------------------------------- |
| 2004   | Full Clip                         | Stokley               | Papel corroborante                                 |
| 2004   | My Baby's Daddy                   | Lil' Tupac            | Papel corroborante                                 |
| 2004   | Shark Tale                        | Shortie #1            | Voz                                                |
| 2004   | Cellular                          | Lil' Rapper           | Aparência (creditado como Bobbe'J Turner-Thompson) |
| 2006   | Idlewild                          | Young Rooster         | Supporting role                                    |
| 2007   | Fred Claus                        | Samuel "Slam" Gibbons | Supporting role                                    |
| 2008   | Of Boys and Men                   | Little D              | Supporting role                                    |
| 2008   | Columbus Day                      | Antoine               | Papel principal                                    |
| 2008   | Role Models                       | Ronnie Shields        | Papel principal                                    |
| 2009   | Land of the Lost                  | Tar Pits Kid          | Aparência (não creditado)                          |
| 2009   | Imagine That                      | Fo Fo Figgley's Kid   | Aparência falante                                  |
| 2009   | Cloudy with a Chance of Meatballs | Cal Deveraux          | Papel corroborante                                 |
| 2010   | Snowmen                           | Howard Garvey         | Papel principal                                    |
| 2010   | Knucklehead                       | Mad Hilton            | Papel corroborante                                 |
| 2011   | Wish Wizard                       | Fredrick Shaffer      | Pós-produção                                       |

| Filmes de televisão | Filmes de televisão                                     | Filmes de televisão | Filmes de televisão |
| Ano                 | Filme                                                   | Papel               | Notas               |
| ------------------- | ------------------------------------------------------- | ------------------- | ------------------- |
| 2004                | Snow                                                    | Hector              |                     |
| 2006                | Behind the: The Unauthorized Story of Diff'rent Strokes | Gary Coleman        |                     |

| Televisão | Televisão             | Televisão      | Televisão          |
| Ano       | Título                | Papel          | Notas              |
| --------- | --------------------- | -------------- | ------------------ |
| 2003–2004 | The Tracy Morgan Show | Jimmy Mitchell | Papel principal    |
| 2004–2006 | That's So Raven       | Stanley Rivera | Papel corroborante |

| Aparições na televisão | Aparições na televisão                | Aparições na televisão            | Aparições na televisão |
| Ano                    | Título                                | Papel                             | Notas                  |
| ---------------------- | ------------------------------------- | --------------------------------- | ---------------------- |
| 2002                   | My Wife and Kids                      | Shark                             | (1 episódio)           |
| 2003                   | Doggy Fizzle Televizzle               | Youngest Son in the Braided Bunch | (1 episódio)           |
| 2004                   | Whoopi                                | Dante                             | (1 episódio)           |
| 2005                   | Joey                                  | Kenny                             | (1 episódio)           |
| 2007                   | Just Jordan                           | Goose                             | (2 episódios)          |
| 2007–2008              | Human Giant                           | Himself                           | (5 episódios)          |
| 2008–2009              | 30 Rock                               | Tracy Jr.                         | (3 episódios)          |
| 2008                   | Cory in the House                     | Stanley                           | (1 episódio)           |
| 2009                   | In the Motherhood                     | Dakota                            | (1 episódio)           |
| 2009                   | Bobb'e Says                           | ele próprio                       | (6 episódios)          |
| 2010                   | True Jackson, VP                      | Nate                              | (1 episódio)           |
| 2010                   | The Boondocks                         | Lamilton Taeshawn                 |                        |
| 2010                   | Dude, What Would Happen               | ele próprio                       | (2 episódios)          |
| 2011                   | Hall of Game Awards                   | ele próprio                       | (1 episódio)           |
| 2011                   | Are We There Yet? (telessérie)        | Jason                             | (1 episódio)           |
| 2011                   | Tyler Perry's House of Payne          | Deshawn Spears                    | (8 episódios)          |
| 2011                   | Tyler Perry's For Better or for Worse | M.J.                              | (por anunciar)         |